# بخش اوسر
بخش اوسر (به فرانسوی: Arrondissement d'Auxerre) یک بخش در فرانسه است که در یون واقع شده‌است.